# Ryūkyū
 Ovo je glavno značenje pojma Ryūkyū. Za druga značenja pogledajte Ryukyu (razdvojba).
Otočje Ryūkyū (japanski: 琉球諸島, Ryūkyū-shotō), također znano i kao otočje Nansei (jap. 南西諸島, Nansei-shotō) ili luk Ryūkyū (jap. 琉球弧, Ryūkyū-ko), japansko je otočje koje se prostire oko 700 km južno od japanskoga otoka Kyūshūa do sjevernoistočnoga Tajvana i dijeli Istočno kinesko more od Filipinskoga mora. U otoke Ryūkyū ubrajaju se otočja Ōsumi, Tokara, Amami, Okinawa, Daitō i Sakishima (koje se dalje dijeli na otočja Miyako i Yaeyama). Od tih su dva najveća otoka Okinawa (1,204 km2) i Amami (712 km2).
Upravno, otoci se nalaze u dvjema prefekturama. Otočja Ōsumi, Tokara i Amami nalaze se u prefekturi Kagoshima, dok se otočja od Okinawe do Yaeyame nalaze u prefekturi Okinawa. Ime otoka na okinavskom je Ruuchuu (jap. ルーチュー).
Klima je suptropska s velikim količinama oborina i čestim tajfunima. Veći otoci su generalno vulkanski, dok su manji većinom koraljni otoci.

## Povijest
Iako je poznato da je otočje bilo rijetko naseljeno još u 9. stoljeću, migracije sa sjevera u 11. i 12. stoljećima oblikovale su rani kulturni identitet Ryūkyūa tijekom razdoblja Gusuku (11. – 14. st.). Ljudi koji su nastanili otoke u ovome razdoblju bili su primarno Japanci.
Godine 1372. Satto, vladar područja Urasoe-Naha, započeo je tributarne odnose s dinastijom Ming u Kini. Vlast u Kini nudila je povoljne trgovačke uvjete luci u Nahi. Tim je putem također kontrolirala i gusarsku aktivnost piratskih wakō bandi na području. Formacija prve ujedinjene države na području otočja dogodila se 1420-ih godina, kada nastaje Kraljevstvo Ryukyu, kojim vlada prva dinastija Shō. Vladavina prve dinastije traje tek nekoliko desetljeća i nasljeđuje je druga dinastija Shō, čiji prvi kralj, Shō En, preuzima vlast 1469. godine. Najvažniji vladar ovoga razdoblja bio je kralj Shō Shin, koji je vojnim osvajanjem proširio granice kraljevstva od otočja Miyako na jugu do otočja Amami na sjeveru.
Okinawu je zauzeo kao vazalno područje osnivač kineske dinastije Ming. Dva stoljeća nakon osvojili su ju i opustošili Japanci, ali su onda dopustili njenim žiteljima nastaviti plaćati danak Kini. Taj jedinstven dvostruki vazalni odnos održao se do 1875. godine, kada je Hirohitov djed car Meiđi poslao jednu napadačku flotu osvojiti cijelo otočje Ryū Kyū. Otočje je nakon četiriju godina i formalno pripojeno. Kralj Okinawe svrgnut je i zamijenjen japanskim namjesnikom, a japanski je postao službeni jezik. Okinawa je bila kolonija od oko 450 000 stanovnika, mahom naseljenih u južnom dijelu otoka. Pučanstvo se pretežno bavilo ratarstvom. 
Još prije izbijanja Rata na Pacifiku Okinawa je postala sastavni dio Japanskog Carstva, šaljući u Tokio zastupnika i predstavljavši jednu od 47 japanskih prefektura. Za Okinawu jedinstven običaj je porculanske statue kućnih bogova, lavova fantastična oblika, izrađene u bezbrojnim položajima pričvršćivati na krovove kako bi štitile obitelj od svakog uljeza. Prvih triju godina Rata na Pacifiku na otočju nije bilo istodobno stacionirano više od 600 japanskih vojnika, a pripreme za bitku sa SAD-om otpočele su 1. travnja 1944. godine, stacioniranjem triju cjelovitih divizija i jedne brigade.